# Йоганн Людвіґ Бах
Йоганн Людвіґ Бах (нім. Johann Ludwig Bach; 4 лютого 1677 — 1 травня 1731) — німецький композитор і скрипаль.
Його батько Яків Бах (1655—1718) був органістом і диригентом. У Йоганна Людвіґа було двоє синів, Семюель Антон і Ґотліб Фрідріх, які працювали органістами і художниками по пастелі в Майнінгені. Він був віддалено пов'язаний з Йоганном Себастьяном Бахом (1685—1750) і високо цінував його як композитора. Народився в місті Талі. У віці 22 років переїхав в Майнінген, отримавши там посаду кантора, а пізніше капельмейстера. Написав численні твори і регулярно давав концерти як в самому Талі, так і в інших містах. З 1688 по 1693 рік Йоганн Людвіґ відвідував Гімназію в Готі, з 1699 року він працював «Гобоїстом і Лаквеєм» в Майнінгер Гоф, тут він, ймовірно, отримав додаткові уроки композиції від капельмейстера Георга Каспара Шюрмана.
Є далеким родичем (чотириюродним братом) Йоганна Себастьяна Баха, який зробив копії ряду його кантат і виконав їх в Лейпцигу. Кантата Denn du wirst meine Seele nicht in der Hoelle lassen, раніше приписувана Йоганну Себастьяну, і записана як BWV 15 в каталозі його робіт, нині вважається твором Йоганна Людвіґа.
Йоганн Людвіґ Бах належав до «Мейнінгенської гілки» музикантського роду Бахів, тоді як Йоганн Себастьян Бах належав до «веймарської гілки».